# Miika Wiikman
Miika Wiikman (né le 17 octobre 1984 à Mariestad en Suède) est un joueur professionnel Finlando-Suédois de hockey sur glace. Il évolue au poste de gardien de but,.

## Biographie

### Carrière en club
Il débute en senior dans la Mestis avec le Hermes Kokkola en 2003. La saison suivante, il découvre la SM-liiga avec le HPK Hämeenlinna. L'équipe remporte le titre en 2006. Il part en Amérique du Nord en 2007. Il évolue dans la Ligue américaine de hockey avec le Wolf Pack de Hartford et dans l'ECHL avec les Checkers de Charlotte. Il revient en Finlande en 2010.

### Carrière internationale
Il représente la Suède en sélections jeunes. Il a opté pour la Finlande dans la catégorie senior.

## Trophées et honneurs personnels
- 2006 : remporte le Trophée Jari-Kurri de la SM-liiga.